# Alexander Truslit

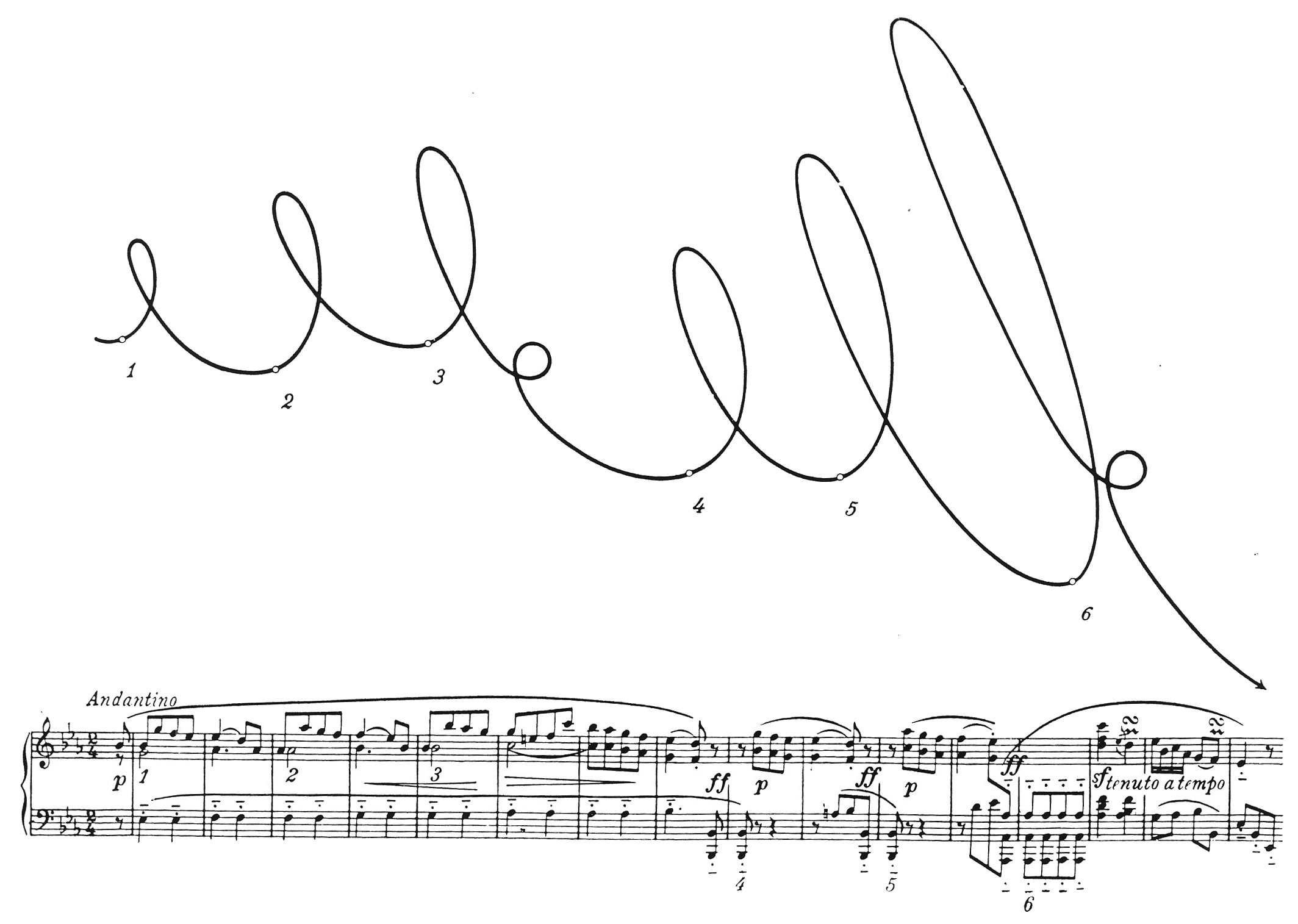
Bewegugnskurve von Alexander Truslit zu Rondo Es-Dur von C. Ph. E. Bach

Alexander Truslit (russisch Александр Труслит; * 1889 in Riga; † 1971 in München) war ein deutsch-russischer Musikpädagoge, Musikforscher und früher Musikermediziner. Er widmete sich dem Zusammenhang von Musik und Bewegung und entwickelte eine eigene musikalische Körpermethodik. Im Zentrum seiner Methode stehen Bewegungserlebnisse der Musikwahrnehmung und des Musizierens, die er durch eine graphische Notation in Form von geschwungenen Linien veranschaulichte. Mit seinem Ansatz therapierte er viele Spielprobleme von Profimusikern. Alexander Truslits Werk hatte großen Einfluss auf die internationale Performanceforschung.

## Leben
Alexander Truslit wurde 1889 in Riga geboren. Er studierte Jura, Klavier und Medizin. Er war der bedeutendste Schüler der Berliner Pianistin Elisabeth Caland, die als Pionierin der physiologisch-anatomischen Klaviermethodik bekannt ist. Er wurde 1929 Leiter der Elisabeth-Caland-Schule und dem daran angeschlossenen Forschungsinstitut für künstlerisches Klavierspiel. In dieser Funktion beschäftigte er sich mit der menschlichen Anatomie, Hörphysiologie und dem Zusammenhang von musikalischer und körperlicher Bewegung. Er forschte an der Berliner Charité und veröffentlichte Artikel in Fachzeitungen. 1938 erschien sein schriftliches Hauptwerk „Gestaltung und Bewegung in der Musik“ (2015 als Reprint erschienen). 1942 produzierte er den Studienfilm „Musik und Bewegung“ über seine praktische Methode (2015 als DVD veröffentlicht).
Truslit unterrichtete seine Methode am Konservatorium in Luxemburg und versuchte eine eigene Schule zu gründen. 1936 lernte er Elizabeth Duncan in Berlin kennen und erweiterte seit dem den Unterricht an der Elizabeth-Duncan-Schule mit seiner Methode. Eine Duncan-Schülerin erinnert sich über den Zusammenhang: "Da die Musik Grundlage für den Duncan-Tanz ist, sollten wir durch die Kurven [von Alexander Truslit] befähigt werden, die Eigenbewegung der Musik besser zu erkennen, um sie in der tänzerischen Interpretation sichtbar zu machen."
Ebenso war Alexander Truslit mit Eugen Herrigel und Karlfried Graf Dürkheim bekannt und befasste sich mit diesen mit Zen und der Kunst des Bogenschießens. Anfang der 1950er Jahre erblindete Alexander Truslit und konnte seinen Ansatz nicht mehr im größeren Stil verfolgen. Er unterrichtete und therapierte aber weiterhin viele Musiker in seinem Umfeld. Alexander Truslit starb 1971 in München.

## Musik ist Bewegung

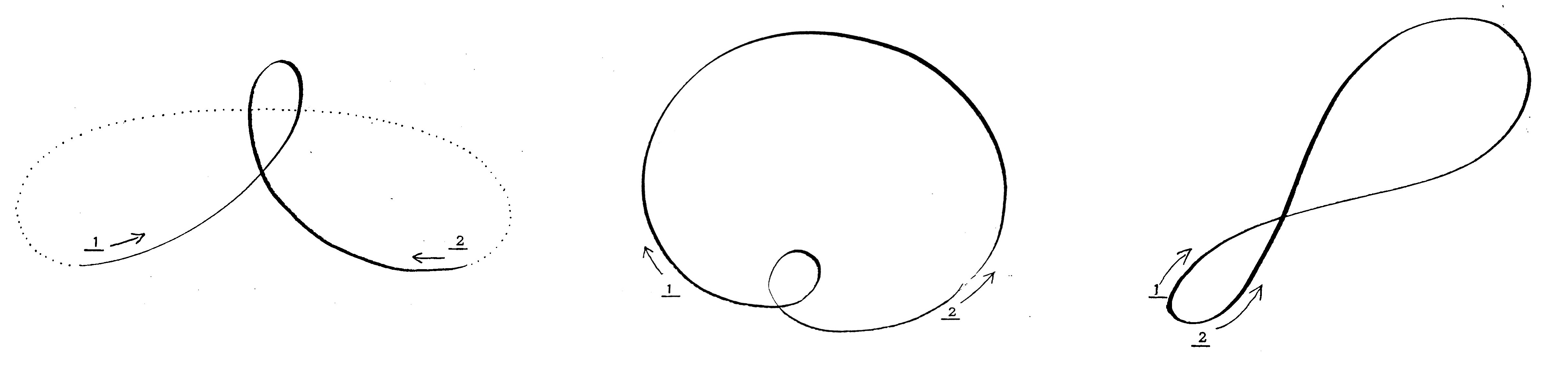
Offene, geschlossene und gewundene Bewegung nach Alexander Truslit (gezeichnet von Hanna Struck)

Im Zentrum seiner Methode stehen drei sogenannte Ur- oder Grundbewegungen, aus deren Kombinationen sich größere musikalische Abläufe zusammensetzen. Sie vermitteln Bewegungsempfindungen von  musikalischen Motiven und ganzen Phrasen und sind mit der zeitliche Entwicklung einer ausdrucksstarken musikalischen Gestaltung verbunden. Truslits Hauptwerk heißt dementsprechend "Gestaltung und Bewegung in der Musik".
Als körperliche Übungen entwickeln die vorgeschlagenen Bewegungen eine ganzheitliche Grunddisposition für ein kunstvolles Musizieren. Die zentrale Körpertechnik ist dabei das sogenannte Wringen, das Truslit vom Anatomen Dr. August Weinert des Bauhauses übernommen hatte. Wringen wurde später auch in der Tanzmethodik von Rudolf von Laban bekannt. Anatomisch kommt das Wringen durch eine minimale Gegendrehung von Oberarm und Unterarm zustande. Dabei verbinden sich Muskelketten von den Fingerspitzen bis in die tiefe Rumpfmuskulatur, die auch die Atmung mit einbeziehen. Körpertechnisch ist Truslits Ansatz der Spiraldynamik von Christian Larsen verwandt.

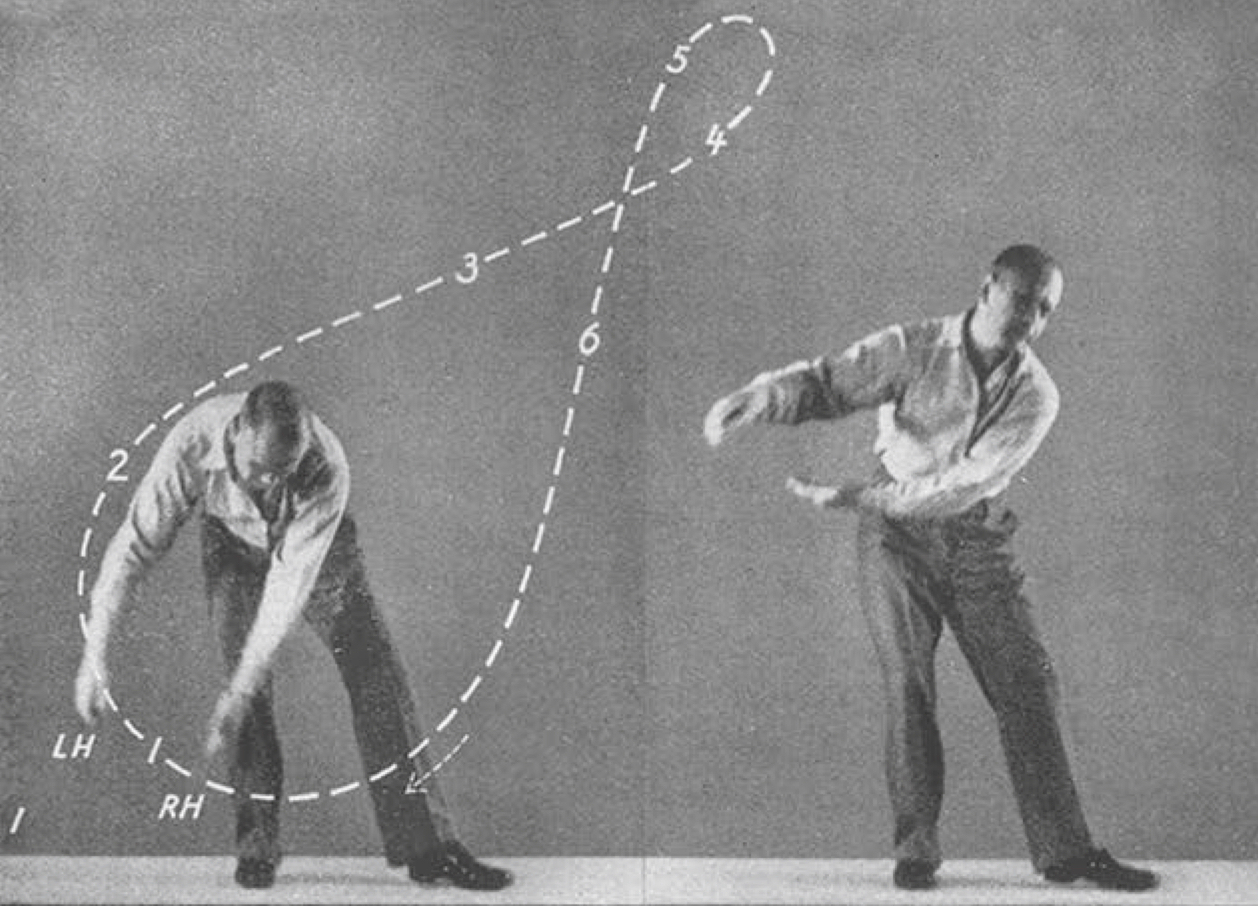
Alexander Truslit führt eine Bewegungsübung aus

Der Zusammenhang zwischen musikalischer Gestaltung und der Kinästhetik zeigt sich bei der Ausführung der Bewegungen zu gehörter oder vorgestellter Musik. In Truslits Bewegungskursen wurde diese Verbindung gesucht und entwickelt. Ziel war es, Musik körperlicher zu erleben und ihre Bewegungsverläufe bewusster wahrzunehmen: "Dabei werden Bewegungsempfindungen von runden Linienschwüngen und der körperliche Spannungsverlauf mit dem Spannungsverlauf einer musikalischen Phrase in Verbindung gebracht. ... Speziell Musizierende entwickeln durch die Übungen einen ganzheitlichen Funktionszusammenhang, durch den muskuläre Spannungen und Bewegungen des Körperrumpfes ideal in das Musizieren eingebracht werden können."

## Musik- und Bewegungsforschung
Im schriftlichen Hauptwerk von Alexander Truslit dominiert sein Versuch, seinen Ansatz wissenschaftlich zu begründen. Er steht damit in der Tradition seiner Lehrerin Elisabeth Caland, die als die Pionierin einer modernen, physiologisch fundierten Klaviermethodik gilt. Die bei ihr kennengelernten runden Spielbewegungen und Bewegungserlebnisse erweiterte Truslit zu einer allgemeinen körpermusikalischen Grundlage des Musizieren.

Das Buch "Gestaltung und Bewegung in der Musik" von Alexander Truslit inkl. Materialien. Hinzu kamen Musikbeispiele auf drei Schelllackplatten.

In seiner Forschung versuchte Truslit zu beweisen, dass das Erlebnis der musikalischen Phrasierung als innerlich rundes kinästhetisches Bewegungserlebnis zu einem körpertechnischen und künstlerischen gelungenem Ergebnis führt. Anhand von damals hoch modernen Audioanalysen mit dem neu erfundenen Filmgrammophon untersuchte er beispielsweise den Einfluss seiner drei Grundbewegungen auf die dynamische- und agogische Gestaltung ihrer musikalischen Umsetzungen. Weiterhin untersuchte er, welchen Einfluss ein Bewegungstraining auf die musikalische Interpretationen hat. Darüber hinaus war er bestrebt, die Sinnhaftigkeit der Bewegungskurven anhand synästhetischer Musikbilder der Farbe-Ton Forschung nachzuweisen.
Das Buch erschien 1938 mit umfangreichem Noten- und Kurvenmaterial sowie drei Schellackplatten mit im Buch besprochenen Musikaufnahmen.

## Moderne Körpermethodik und Lerntheorie
Truslits Methodik ist in der Gegenüberstellung mit heutigen Inhalten der Musikermedizin und Musikphysiologie sehr aktuell und hat Parallelen zur modernen Lerntheorie. Entsprechend der impliziten Lerntheorie lehrte Truslit keine Instrumentaltechnik, sondern vertraute darauf, dass sich diese durch den externen Fokus auf die Kinästhetik der Phrasierung leichter und richtiger entwickelt. Durch diesen Ansatz konnte er Spielbeschwerden aufgrund von unvorteilhaften Spielgewohnheiten von Profimusikern therapieren.
Während andere Körpertechniken, wie z. B. die Alexander-Technik oder die Feldenkrais-Methode, einen gesunden Selbstgebrauch unabhängig von Musik entwickeln, ist an Truslits Ansatz besonders, dass Körpertechnik und Musik von Anfang an miteinander verbunden sind.

## Wissenschaftliche Analysen des Bewegungsgehalts von Musik
Truslit zeigte sich besonders aufgeschlossen gegenüber den technischen Neuerungen seiner Zeit und war bestrebt, diese für die Entwicklung seiner Methodik nutzbar zu machen.

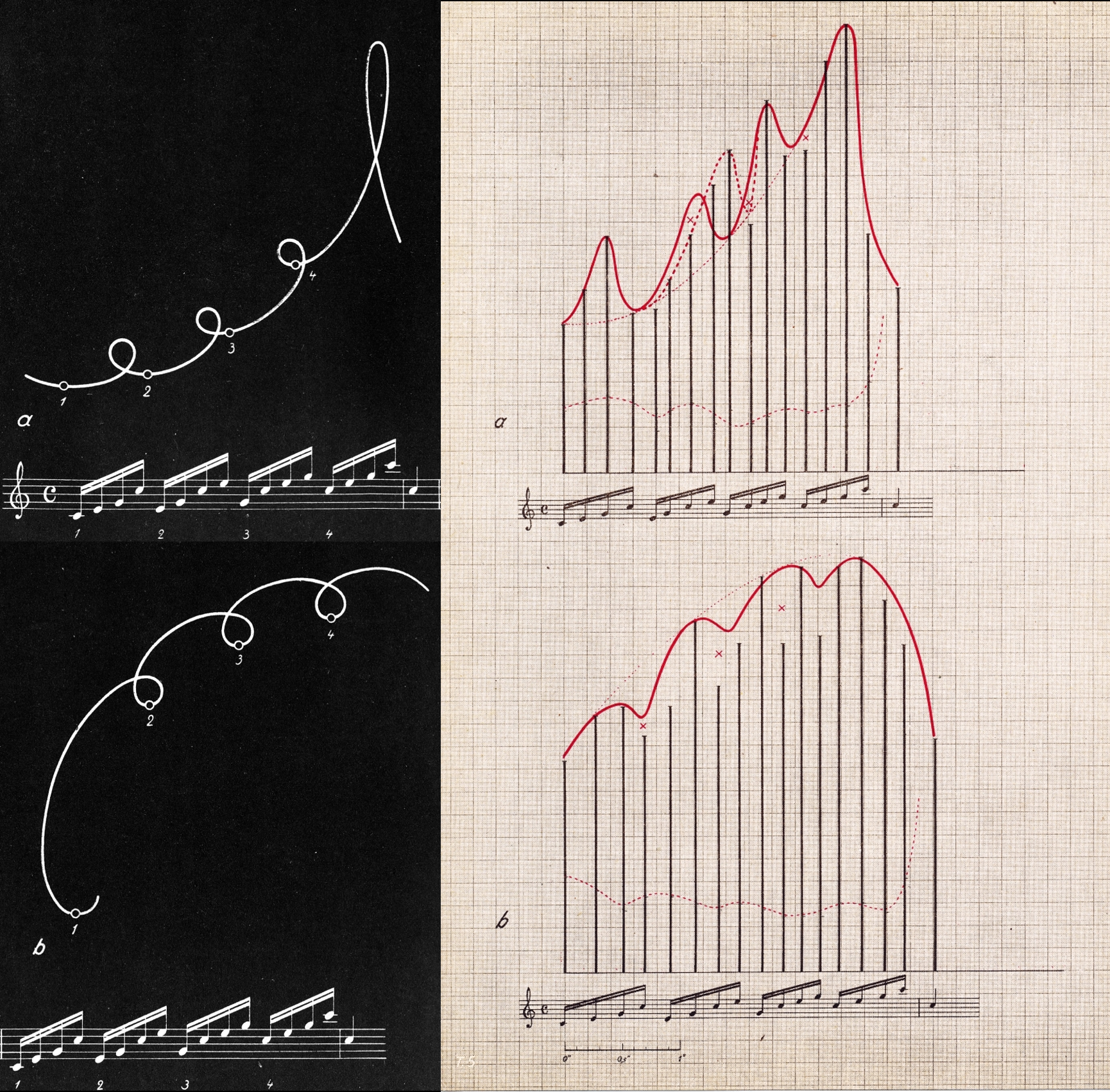
Musikalische Sequenz mit zwei möglichen Bewegungsformen: offene (a) und geschlossene Bewegung (b). Messtechnische Analyse des Musiksignals nach Amplitude und Dauer der Einzeltöne. [Truslit 1938, Tafeln 4 & 5

So ist sein Werk „Gestaltung und Bewegung in der Musik“ eines der ersten Bücher – und wahrscheinlich das erste musikpsychologische Buch überhaupt –, dem Klangbeispiele auf Tonträgern beigegeben wurden. Auf drei Schelllackplatten sind dabei gelungene Interpretationen solchen gegenübergestellt, die als weniger musikalisch beurteilt wurden.
In seinem Lehrfilm war Truslit bestrebt, die Transformation von Körperbewegungen in Bewegungskurven und damit in die Vorstellung musikalischer Bewegung zu verdeutlichen. Für Filmaufnahmen nutzte er daher auch Scheinwerfer, die er in beiden Händen hielt. So entstanden auf dem Filmmaterial Lichtspuren der Armbewegungen, die anschließend graphisch umgesetzt wurden.
Um den Einfluss der Dynamo-Agogik auf den Bewegungsgehalt der Musik objektiv zu untersuchen, verwendete Truslit ein Filmgrammophon der Fa. Telefunken. Damit ließ sich das Audiosignal über einen Lichtschreiber auf ein 4 mm breites Filmband projizieren. Das Gerät diente so zur Messung der Tondauern und Amplituden. Es konnte Signale bis maximal 10 kHz erfassen. Zur Messung der Tondauern musste die Umdrehungszahl der Schallplatte sehr konstant bei 78/min. liegen. Mit einer ebenfalls konstanten Geschwindigkeit des Filmtransportes von 456 mm/s wurde eine zeitliche Auflösung von 0,001s erreicht. [Truslit 1938, S. 85/86]

## Wirkung
Die bis heute bekanntesten Schüler sind der Opernsänger Bruno Wyzuj, die Pianistin Luise Braun, der Pianist Sebastian Peschko und die Cellistin Annlies Schmidt-de Neveu. Bruno Wyzuj hatte bei Truslit am Konservatorium in Luxemburg Unterricht und wurde später Gesangsprofessor an der Robert Schumann Hochschule in Düsseldorf. Annlies Schmidt-de Neveu debütierte mit 19 Jahren bei den Dresdner Philharmonikern und spielte 1949 als Solistin mit den Berliner Philharmonikern unter Sergiu Celibidache. Dazwischen war sie auf öffentlichen Vorträgen von Alexander Truslit zu hören.
Truslit versuchte eine eigene Schule für musikalische Gestaltung, in der Art der Duncan-Schule zu gründen, was aber an den Behörden scheiterte. Seine Erblindung nach dem Zweiten Weltkrieg verhinderte eine größere Bekanntheit in der Nachkriegszeit.
Neben der Musik ist Truslits Werk ist auch für die Gestaltung moderner Geräuschumgebungen bedeutsam, denn im modernen Sound Design spielt der wahrgenommene Bewegungsgehalt von Geräuschen eine wesentliche Rolle. Künstliche Geräusche von Elektrofahrzeugen müssen Art und Bewegung des Fahrzeugs eindeutig kommunizieren. Generell transportiert im Alltag eine Vielzahl von Geräuschen Information technischer Funktion, wie etwas im Haushalt oder beim Verrichten handwerklicher Tätigkeiten.

## Rezeption
Die Violinistin Hanna Struck beschrieb in ihrer musikpädagogische Abschlussarbeit ihren eigenen Unterricht bei Alexander Truslit. Er half ihr, ihre Spielbeschwerden zu überwinden und ermöglichte ihr damit einen erfolgreichen Orchesterberuf. Ihre Arbeit ist mit Truslits Studienfilm die ausführlichste Quelle seiner praktischen Lehre.
Die größere Wiederentdeckung Truslits fand innerhalb der internationalen Performanceforschung, einem Zweig der empirischen Musikpsychologie statt. Bruno Repp veröffentlichte 1993 ein kurzes englisches Excerpt von Truslits Buch, seitdem finden sich Referenzen darauf in unzähligen Studien. Nicht umsonst wurde bemerkte, dass Truslits „Hypothesen über die Gestaltung von Musik und Bewegung nach allgemeinen, physikalischen Prinzipien auch gegenwärtige Theorien nachhaltig beeinflussen.“ Die ersten, die Truslits eigene Versuche in Studien wiederholten waren Mitali Das, David Howard und Stephen Smith. Jörg Langner und Werner Goebl haben wie Truslit die Tempo- und Dynamikgestaltung verschiedener Interpretationen untersucht und in Diagrammen abgebildet. Es stellte sich heraus, dass Interpretationen, die auf einer runderen Gestalt der Bewegungskurven beruhen, von musikalischen Experten als ausdrucksvoller eingestuft wurden.
Hans Brandner veröffentlichte 2012 eine umfangreiche Monographie über das gesamte Werk und Leben von Alexander Truslit und konnte zeigen, dass sein Werk im Grunde keine Musiktheorie ist, sondern auf einer jahrzehntelangen, erfolgreichen musikalischen Praxis des Unterrichtes und der Therapie von Profimusikern beruht. Er charakterisiert Truslits Ansatz als Körpermusikalität und Kinästhesie der Musik und veröffentlicht seitdem Aufsätze vor allem zu musikpraktischen Aspekten. Darüber hinaus entwickelte er eine experimentelle App für OSX mit der man graphische Bewegungsspuren zu Musikwerken aufzeichnen kann.
Michael Haverkamp forschte über den synästhetischen Aspekt in Truslits Werk. Er und Hans Brandner veröffentlichten 2015 das Hauptwerk von Alexander Truslit und erstmals seinem Studienfilm "Musik und Bewegung" sowie sämtliches Musik- und Anschauungsmaterial zu Truslits Buch in einem umfassenden Reprint.
Der Opernsänger und Gesangsprofessor Louis Landuyt bekam Truslits Ansatz durch dessen Lehrer Bruno Wyzuj vermittelt, der selbst Schüler von Truslit war. In seinen eigenen Büchern über musikalische Körpermethodik nimmt er auf Truslits Werk Bezug.
Die Musikwissenschaftler Arne Stollberg und Tobias Klein verorten Truslits Werk neuerlich im größeren musikhistorischen Kontext. Clemens Wöllner griff Truslits Ansatz in neuen empirischen Studien der Musikpsychologie auf. Der Neurobiologe Neil Todd stellt 2015 fest: "From a neurobiological perspective such motional percepts may almost literally be created as was predicted by Truslit, i.e. by either indirect associative links of sound shapes to vestibular centres in the body maps or by direct vestibular activation of body maps by sound above the vestibular threshold."
Sehr ähnlich zu Alexander Truslit ist der Ansatz von Alexandra Pierce, die empfiehlt, melodische Konturen mit den Armen nachzuzeichnen, um die Musikalität zu fördern. Körpertechnisch und systematisch ist ihre Methode nicht so weitreichend wie Truslits.